# آزوكي

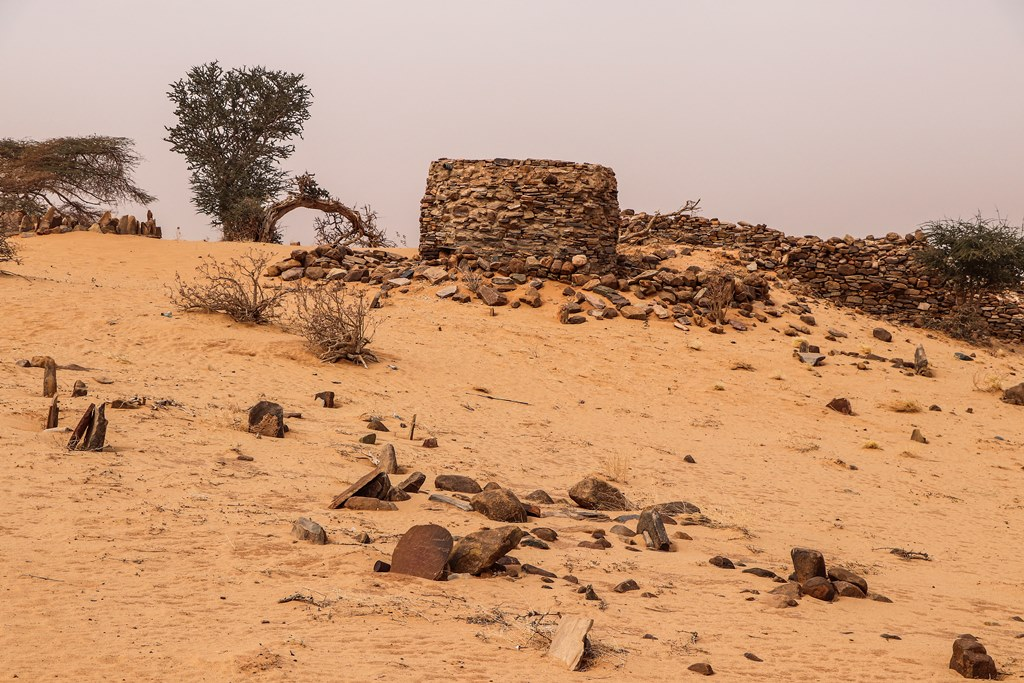
معلم أثري

مدينة آزوكي كانت ملتقى للكثير من الحضارات والثقافات والمبادلات التجارية الجنوبية عبر القرون الوسطى، وقد ذكر المؤرخ البكري أن آزوكي كانت تضم عشرين ألف نخلة في القرن الخامس الهجري. 
وتعتبر الآن بلدة آزوكي كمدينة تاريخية وسياحية وذاكرة تاريخية مغاربية مشتركة أسسها المرابطي أبوبكر بن عمر في القرن الخامس الهجري، قبل اتخاذ مدينة مراكش عاصمة للمرابطيين من قبل يوسف بن تاشفين، عندما تم تبني الحركة المرابطية الإصلاحية في المغرب واستتباب حكمهم بمراكش.

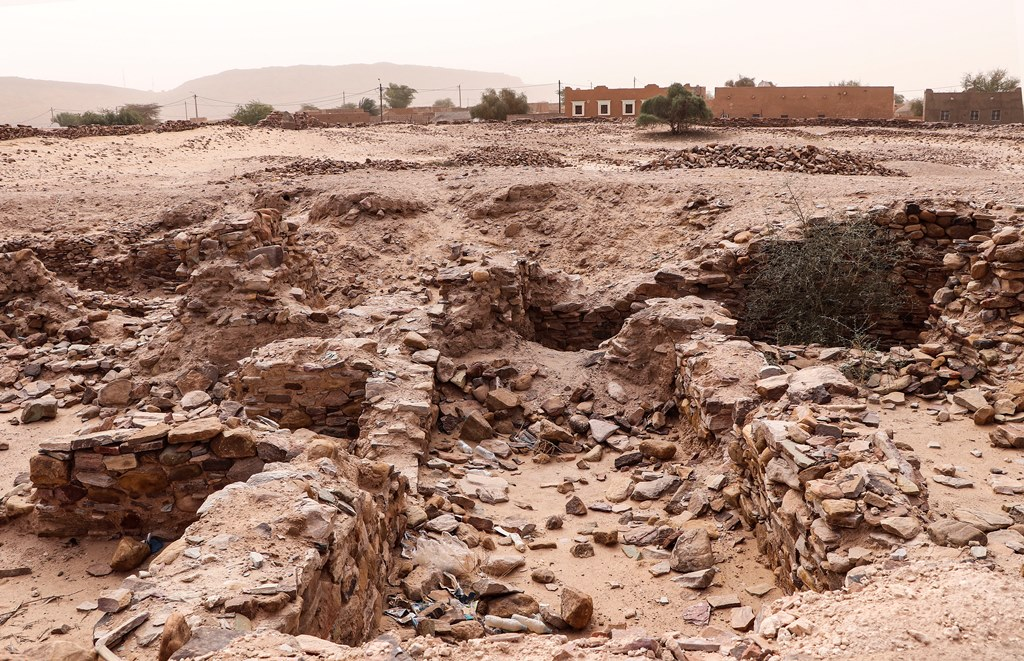
موقع آزوكي الأثري

ومن أهم أعلامها الكبار القاضي محمد بن مراد الحضرمي صاحب كتاب الإشارة في تدبير الإمارة الذي يوجد ضريحه الآن في ازوكي كمزار ديني كبير.

## التراث العالمي
سجلت لموريتانيا موقعين ضمن اللائحة الرئيسية لمواقع لتراث العالمي لمنطمة اليونسكو، وقد سجل موقع آزوكي ضمن "القائمة "الارشادية المؤقتة لمواقع التراث العالمي" بالنسبة "لقائمة مواقع التراث العالمي في موريتانيا" وذلك في سنة 2001.

## إعادة التقييم والاعتبار للموقع التاريخي
وقد عملت وزارة الثقافة الموريتانية في إطار تشجيع السياحة الثقافية إلى ضم واد آزوكي إلى جانب مدينة أوجفت وحي كرن القصبة لقائمة المدن الأثرية.
جيث قررت ضم مدينة أوجفت وواد آزوكي (تيارت) والحي التقليدي المسمى (كرن القصبة)، إلى قائمة المدن الأثرية التي ستشهد سنويًا إقامة مهرجانا في ذكرى المولد النبوي الشريف، لجلب السياحة من النوع الثقافية، حيث تحظى باتت تحظى باهتمام الوزارة ومختلف السلطات العنية بالجانب الثقافي والسياحي والتنموي.
وتشعر الكثير من الاوساط العلمية والثقافية والاجتماعية والروحية بنسبة من الارتياح إثر هذا الاعتراف الرسمي من خلال العمل على اهتمام الدولة بهذا الموقع الثقافي وضم آزوكي إلى لائحة المدن التاريخية من طرف الدولة الموريتانية.

## قوائم متعلقة
- قائمة مواقع التراث العالمي في الدول العربية
- قائمة مواقع التراث العالمي في المغرب
- قائمة مواقع التراث العالمي في موريتانيا

### مواضيع متعلقة
- التراث العالمي
- مواقع التراث العالمي
- اليونسكو
- موريتانيا